# Javier Torrente
Javier Luis Torrente (ur. 8 czerwca 1969 w Rosario) – argentyński trener piłkarski.
Torrente pochodzi z Rosario i w wieku juniorskim był zawodnikiem tamtejszego klubu Argentino de Rosario, jednak w młodym wieku zdecydował się zakończyć piłkarską karierę, poświęcając się pracy trenera. Początkowo szkolił grupy młodzieżowe w akademii młodzieżowej lokalnego Newell’s Old Boys oraz pracował jako trener przygotowania fizycznego. Następnie przez ponad dekadę był asystentem Marcelo Bielsy, z którym współpracował kolejno w meksykańskich Club Atlas (1993–1995) i Club América (1995–1996), argentyńskim Vélez Sarsfield (1997–1998), hiszpańskim RCD Espanyol (1998) oraz reprezentacji Argentyny (1998–2004). W tej roli wywalczył między innymi mistrzostwo Argentyny oraz złoty medal na Igrzyskach Olimpijskich w Atenach.
Samodzielną pracę trenerską Torrente rozpoczął w lipcu 2007, obejmując paragwajskiego giganta – klub Cerro Porteño ze stołecznego Asunción. Jego szkoleniowcem pozostawał przez kolejne dziewięć miesięcy, lecz mimo regularnego plasowania się w czołówce tabeli i dobrej gry podopiecznych nie zdołał wywalczyć żadnego trofeum. W kwietniu 2008 został zwolniony wskutek serii gorszych rezultatów, natomiast dwa miesiące później podpisał umowę z peruwiańskim Coronelem Bolognesi z miasta Tacna. Tam spędził z kolei nieudane pięć miesięcy; w listopadzie zrezygnował ze stanowiska w obliczu słabych wyników. W styczniu 2009 powrócił do Paragwaju, gdzie został trenerem ówczesnego mistrza kraju – stołecznego Club Libertad, zastępując Rubéna Israela. W wiosennym sezonie Apertura 2009 wywalczył z nim tytuł wicemistrza Paragwaju i sukces ten powtórzył również pół roku później, podczas jesiennego sezonu Clausura 2009. Zawiódł jednak oczekiwania, nie potrafiąc sięgnąć po mistrzostwo, wobec czego w marcu 2010 zrezygnował ze stanowiska.
W czerwcu 2010 Torrente powrócił do Cerro Porteño, gdzie tym razem jego pobyt okazał się jeszcze bardziej udany niż poprzedni – w sezonie Clausura 2009 zdobył wicemistrzostwo Paragwaju, lecz mimo świetnych wyników zarówno na arenie krajowej, jak i międzynarodowej został zwolniony w lutym 2011 wskutek konfliktu z kibicami. Dwa miesiące później zastąpił Roberto Sensiniego na stanowisku trenera swojego macierzystego Newell’s Old Boys, lecz nie potrafił nawiązać do osiągnięć odnoszonych w Paragwaju i po bardzo słabych wynikach odszedł z klubu we wrześniu 2011. W styczniu 2012 przeniósł się do paragwajskiego Club Nacional, gdzie ponownie nie zrealizował jednak postawionych przed nim celów i prowadził go bez większych sukcesów przez cztery miesiące, po czym zrezygnował z prowadzenia drużyny.
W kwietniu 2012 Torrente podpisał umowę z chilijską ekipą CD Cobreloa z miasta Calama, gdzie ze średnim skutkiem spędził osiem miesięcy. W latach 2014–2015 ponownie towarzyszył swojemu mentorowi Marcelo Bielsie, tym razem będąc jego asystentem we francuskim Olympique Marsylia, natomiast w czerwcu 2015 został szkoleniowcem kolumbijskiego zespołu CD Once Caldas z siedzibą w Manizales. Spędził w nim nieco ponad rok, lecz nie zdołał wywalczyć większych sukcesów, zaś z drużyny odszedł w sierpniu 2016, kiedy to skorzystał z oferty meksykańskiego Club León.

## Statystyki kariery
| Cerro Porteño     | 2007      | Paragwaj  | Primera División    | 22  | 15  | 4  | 3   | 68% | –  | – | – | –   | –       | –       | –  | – | –  | –   | –   | 22  | 15  | 4  | 3   | 68% |
| Cerro Porteño     | 2008      | Paragwaj  | Primera División    | 12  | 6   | 3  | 3   | 50% | –  | – | – | –   | –       | CL      | 2  | 0 | 0  | 2   | 0%  | 14  | 6   | 3  | 5   | 43% |
| Coronel Bolognesi | 2008      | Peru      | Primera División    | 18  | 4   | 2  | 12  | 22% | –  | – | – | –   | –       | –       | –  | – | –  | –   | –   | 18  | 4   | 2  | 12  | 22% |
| Libertad          | 2009      | Paragwaj  | Primera División    | 44  | 24  | 10 | 10  | 55% | –  | – | – | –   | –       | CL + CS | 10 | 4 | 2  | 4   | 40% | 54  | 28  | 12 | 14  | 52% |
| Libertad          | 2010      | Paragwaj  | Primera División    | 11  | 5   | 4  | 2   | 45% | –  | – | – | –   | –       | CL      | 5  | 2 | 3  | 0   | 40% | 16  | 7   | 7  | 2   | 44% |
| Cerro Porteño     | 2010      | Paragwaj  | Primera División    | 22  | 13  | 7  | 2   | 59% | –  | – | – | –   | –       | CS      | 2  | 0 | 1  | 1   | 0%  | 24  | 13  | 8  | 3   | 54% |
| Cerro Porteño     | 2011      | Paragwaj  | Primera División    | 2   | 0   | 2  | 0   | 0%  | –  | – | – | –   | –       | CL      | 2  | 1 | 1  | 0   | 50% | 4   | 1   | 3  | 0   | 25% |
| Newell’s Old Boys | 2010–2011 | Argentyna | Primera División    | 9   | 3   | 2  | 4   | 33% | –  | – | – | –   | –       | –       | –  | – | –  | –   | –   | 9   | 3   | 2  | 4   | 33% |
| Newell’s Old Boys | 2011–2012 | Argentyna | Primera División    | 9   | 1   | 6  | 2   | 11% | –  | – | – | –   | –       | –       | –  | – | –  | –   | –   | 9   | 1   | 6  | 2   | 11% |
| Nacional          | 2012      | Paragwaj  | Primera División    | 11  | 6   | 0  | 5   | 55% | –  | – | – | –   | –       | CL      | 6  | 1 | 1  | 4   | 17% | 17  | 7   | 1  | 9   | 41% |
| Cobreloa          | 2012      | Chile     | Primera División    | 24  | 10  | 2  | 12  | 42% | 8  | 4 | 3 | 1   | 50%     | CS      | 4  | 1 | 2  | 1   | 25% | 36  | 15  | 7  | 14  | 42% |
| Once Caldas       | 2015      | Kolumbia  | Categoría Primera A | 22  | 10  | 7  | 5   | 45% | 6  | 3 | 2 | 1   | 50%     | –       | –  | – | –  | –   | –   | 28  | 13  | 9  | 6   | 46% |
| Once Caldas       | 2016      | Kolumbia  | Categoría Primera A | 31  | 10  | 8  | 13  | 32% | 6  | 2 | 1 | 3   | 33%     | –       | –  | – | –  | –   | –   | 37  | 12  | 9  | 16  | 32% |
| León              | 2016–2017 | Meksyk    | Liga MX             |     |     |    |     |     |    |   |   |     |         | –       | –  | – | –  | –   | –   |     |     |    |     |     |
| Ogółem            |           |           |                     |     |     |    |     |     |    |   |   |     |         |         |    |   |    |     |     |     |     |    |     |     |
| Paragwaj          | Paragwaj  | Paragwaj  | 124                 | 69  | 30  | 25 | 56% | –   | –  | – | – | –   | CL + CS | 27      | 8  | 8 | 11 | 30% | 151 | 77  | 38  | 36 | 51% |     |
| Peru              | Peru      | Peru      | 18                  | 4   | 2   | 12 | 22% | –   | –  | – | – | –   | –       | –       | –  | – | –  | –   | 18  | 4   | 2   | 12 | 22% |     |
| Argentyna         | Argentyna | Argentyna | 18                  | 4   | 8   | 6  | 22% | –   | –  | – | – | –   | –       | –       | –  | – | –  | –   | 18  | 4   | 8   | 6  | 22% |     |
| Chile             | Chile     | Chile     | 24                  | 10  | 2   | 12 | 42% | 8   | 4  | 3 | 1 | 50% | CS      | 4       | 1  | 2 | 1  | 25% | 36  | 15  | 7   | 14 | 42% |     |
| Kolumbia          | Kolumbia  | Kolumbia  | 53                  | 20  | 15  | 18 | 38% | 12  | 5  | 3 | 4 | 42% | –       | –       | –  | – | –  | –   | 65  | 25  | 18  | 22 | 38% |     |
| Meksyk            | Meksyk    | Meksyk    |                     |     |     |    |     |     |    |   |   |     | –       | –       | –  | – | –  | –   |     |     |     |    |     |     |
| Ogółem            | Ogółem    | Ogółem    | Ogółem              | 237 | 107 | 57 | 73  | 45% | 20 | 9 | 6 | 5   | 45%     | CL + CS | 31 | 9 | 10 | 12  | 29% | 288 | 125 | 73 | 90  | 43% |

- CL – Copa Libertadores
- CS – Copa Sudamericana